# Гадейський еон
Гадей, або гадейський еон (англ. Hadean), також катархей, азой, приской — перший еон геологічної історії Землі. Передує архейському еону.
Почався з утворенням Землі — близько 4,6 млрд років тому. Верхню межу проводять по 4,0 млрд років тому. Так, гадей охоплює перші 600 млн років історії нашої планети. У сучасній геохронологічній шкалі цей еон не поділений на ери чи періоди.
У старих джерелах трапляються дещо інші часові межі. Верхня межа приблизно відповідає часові виникнення життя на Землі, хоча й не обов'язково пов'язана з ним.
Назва «гадей» походить від імені бога підземного царства Аїда (дав.-гр. ᾍδης), що пов'язане з умовами на тогочасній Землі. Термін запропонував геолог Клауд Престон 1972 року, спочатку для періоду до утворення найстарших відомих геологічних порід.
Інші назви:
- катархей[2] — у перекладі з грецької: «нижче найдавнішого»;
- азой (тобто «безжиттєвий»);
- приской (англ. Priscoan) — введено В. Гарландом[джерело?].

У гадейському еоні життя на Землі не було, а атмосфера була позбавлена кисню[джерело?].

## Утворення Місяця
Останнім часом набула поширення теорія великого зіткнення, згідно з якою на початку гадейського еону Земля зіткнулася з масивним небесним тілом — планетозималлю Теєю, яка мала масу близько 10% земної. Місяць утворився внаслідок цього зіткнення.
Однак деякі вчені заперечують теорію утворення Місяця внаслідок зіткнення із Землею іншого небесного тіла.

## Астероїдне бомбардування
Судячи з місячних кратерів, які добре збереглися за відсутності атмосфери, протягом гадейського еону Земля часто зазнавала зіткнень із масивними астероїдами. Астероїдний «дощ» вщух під кінець еону.
Таке бомбардування назвали важким бомбардуванням, а в нього самого існувало 3 стадії: раннє бомбардування, середнє бомбардування і пізнє бомбардування[джерело?]. Разом вони тривали 600 млн. років.

## Атмосфера
Земна атмосфера в гадейському еоні складалася здебільшого з вуглекислого газу[джерело?].